# Elk Point, Alberta
Elk Point är en ort i Kanada.   Den ligger i provinsen Alberta, i den centrala delen av landet, 2 700 km väster om huvudstaden Ottawa. Elk Point ligger 601 meter över havet och antalet invånare är 1 514.
Terrängen runt Elk Point är platt. Trakten runt Elk Point är nära nog obefolkad, med mindre än två invånare per kvadratkilometer.. Det finns inga andra samhällen i närheten. 
Trakten runt Elk Point består till största delen av jordbruksmark.